# コリン・レンフルー
ケイムズソーンのレンフルー男爵アンドルー・コリン・レンフルー（英: Andrew Colin Renfrew, Baron Renfrew of Kaimsthorn [ˈændruː ˈkɒlən ˈrɛnfruː], 1937年7月25日 - 2024年11月25日）は、イギリスの著名な考古学者である。ニューアーケオロジー（新考古学）の権威の一人で、先史時代言語学、考古遺伝学 (archaeogenetics) や「離心減少モデル」などの理論や、考古遺跡の略奪・破壊の防止についての業績が注目されてきた。放射性炭素年代測定の権威でもある。レンフルーは、原印欧語族の「原郷」がアナトリアにあって農業の発展に伴い、まずギリシャへ移動してから徐々に拡大し、イタリア、シチリア、コルシカ、フランスの地中海岸、スペイン、ポルトガルにうつっていったという仮説（「レンフルー仮説」もしくは「アナトリア仮説」と称する）によってその名を知られている。

## 経歴と学績
コリン・レンフルーは、1937年にイングランド北部のストックトン＝オン＝ティーズ（ダラム州）で生まれ、イングランド南東部のハートフォードシャーにあるセント・オールバンズ・スクールに学び、1956年から1958年にかけてイギリス空軍の兵役に就いた。その後、ケンブリッジ大学セント・ジョンズ・カレッジに入学し、考古学と人類学、自然科学を学び、1962年に卒業した。1965年に「キクラデス諸島における新石器時代及び青銅器時代文化と対外関係 (Neolithic and Bronze Age cultures of the Cyclades and their external relations)」と題する博士論文を提出して、その年にジェーン・ユーバンク（Jane M.Ewbank）と結婚した。
1965年からシェフィールド大学で先史学と考古学の講師をつとめ、1968年から1970年の間にギリシャのシタグロイ遺跡を調査した。また、1968年には、シェフィールド・ブライトサイド選挙区から保守党 候補として立候補したが落選する一方、ロンドン古代学協会のフェロー（Fellow、特別研究員）に選ばれている。1970年にはスコットランド古代学協会のフェローにも選ばれた。1972年、サウサンプトン大学でバリー・カンリフ卿の後任として考古学担当教授となった。サウサンプトン時代のレンフルーは、スコットランド北方オークニー諸島のカンターネス（Quanterness）遺跡や、ギリシャのメロス島にあるフィラコピ遺跡の発掘調査を指揮している。
1973年、レンフルーは、「文明以前：放射性炭素年代測定革命と先史時代のヨーロッパ (Before Civilisation: The Radiocarbon Revolution and Prehistoric Europe)」を著した。これは、ヨーロッパの先史文化の変革、発展は中東を起源としており、それがヨーロッパに普及したという仮説を論じようとするものであった。また、レンフルーは、「クルガン仮説」の主唱者であるマリア・ギンブタスとともにシタグロイ遺跡の調査をしている。
1981年、レンフルーは、ケンブリッジ大学のディズニー教授職に選ばれて着任し、2004年に退職するまで教授職にあった。1987年、レンフルーは「考古学と言語：原インドヨーロッパ語族の起源の謎 (Archaeology and Language: The Puzzle of the Indo-European Origins)」を著し、1990年、ケンブリッジ大付属のマクドナルド考古学研究所の所長となった。また、1986年から1999年までケンブリッジ大学ジーザス・カレッジの学寮長を務めている。
レンフルーは、1991年にトーマス・ハックスリー記念賞を受賞し、2004年に先史考古学の分野で名誉あるバルザン賞を受賞した。同じ年にケンブリッジ大の職を辞し、アテネ・ブリティッシュスクールの運営理事長になった。2005年から2006年にはカリフォルニア大学ロサンゼルス校のコットセン考古学研究所（The Cotsen Institute of Archaeology）の招聘研究者となった。なお彼は、1991年、「ケイムズソーンのレンフルー男爵」として一代貴族に叙せられている。
2024年11月25日までに死去。87歳没。

## 黒曜石の産地同定
「天然ガラス」とも称されることの多い黒曜石は一般に産地ごとの化学的組成が均質であることから、その化学組成に特徴がある場合、遺跡出土の黒曜石製石器の化学組成を原産地ごとのそれと比較することによって産地を特定することが可能となっている。肉眼観察の限界を超えた理化学的分析法もいくつか開発されており、しかも産地の分布は地域的に限定されているため、こんにちでは黒曜石は、考古学的な産地同定にとって理想的な石材とみなされる。
1960年代、レンフルーはJ.R.キャンやディクソンとともにアナトリアのネムルト山やヴァン湖付近い産出する黒曜石の分析に取り組み、その成果を1966年、1968年に発表した。1964年、J.R.キャンとレンフルーは、黒曜石の化学的性質の差異に着目し、これを用いて文化交流を跡づける画期的な方法論を提示した。これによって、材質分析や産地同定のみならず、遺跡や地域における使用石材の組み合わせ、さらには運搬や交換システムの研究が飛躍的に進展し、従来、遺物からは解き明かすことの難しい領域であった先史時代の交易にかかわる研究に道をひらいた。

## レンフルー仮説
「レンフルー仮説（アナトリア仮説）」とは、インド・ヨーロッパ語の「原郷（ドイツ語: Urheimat）」は、従来比較言語学の分野などで提唱されてきた南ロシアにあるのではなく、トルコ中部のアナトリアにあるとする仮説であり、これは1987年の "Archaeology and Language: The Puzzle of the Indo-European Origins"（『ことばの考古学』橋本槇矩 訳）のなかで詳細に展開されている。この仮説は、イギリス生まれのオーストラリアの考古学者ピーター・ベルウッドとあわせ、「農耕/言語拡散仮説」（Farming/Language Dispersal Hypothesis）と称することがあり、端的には農耕と言語は互いに相ともなって伝播したとする仮説である。
ここでレンフルーは言語学による先史時代研究の危険性をいくつもの事例を掲げて指摘し、印欧諸語にのこされた語彙や想定される原語彙から「原郷」の自然環境や生業などを類推する手法を批判している。民族と言語をイコールで結ぶのは誤りであるとし、また、考古学の立場からインド・ヨーロッパ祖語を話した集団とその拡散をもたらした歴史的背景を論じている。同時に、従来ビーカー土器と縄目文土器の分布から唱えられてきた諸説に対しても、新しい文化の出現は必ずしも新しい言語を話す集団の侵入を意味するものではないとして、土器型式を特定の言語グループと安易に結びつけることに批判を加えている。
レンフルーは、特定地域における言語変化のプロセスとして、
1. 最初の入植 （それまで人が住んでいなかった地方に人間が入り込んでいくプロセス）
2. 置換 （特定の地方で話されていた言語が別の言語に置き換えられていくプロセス）
3. 継続的発達 （持続性と革新、混交）

を挙げている。このうち、「最初の入植」を考古学的に研究するのは容易であり、「継続的発達」に関してはそれを示す資料に欠くことが多いので難しい。言語の「置換」に関しては、特定の地域において、ある言語が別の言語に取ってかわる諸条件を考察することは可能であるとして、いくつかのモデルを提示している。
ひとつは、「新しい言語を話す人々がある地域に大量に流入した結果、新しい言語が生まれる」というモデルである。このプロセスが最も明瞭に現れるのは、それまで狩猟採集民だけが住んでいた地域に農耕がもたらされた場合である。狩猟採集期の人口密度と初期農耕開始時期のそれの比は 1:50 におよび、この差は決定的である。イタリアの遺伝学者ルイジ・ルーカ・カヴァッリ＝スフォルツァとアメリカ人考古学者アルバート・アマーマン（Albert Ammerman）が共同で導き出した人口動態/食料生産モデルにおいて唱えられた波動説、すなわち、初期農耕の伝播の波動モデルによれば、住民数増大の波形は一貫して放射状に進むのであり、いわゆる「植民」とは区別できる拡散の様相を示す。言い換えれば、方角はどうであれ最終的な結果としては、農耕は、すでに耕地化された地域から周囲に伝播していくのであり、平均すれば一定の速度でそれは進行するであろうと考えられる。これは、印欧語の広がりを考えるとき、きわめて重要なモデルとなる。
ふたつめのモデルは「優等民による支配」である。異なった言語を話す比較的小規模な組織的集団が、領域外から到来し、整備された軍事力を背景に先住民を支配し、従属させるというものである。このモデルは、移住者集団がすでに「序列化」された社会組織をもっていることが前提であり、定住地にも序列化があって、周辺の町には地方執政官の制度がしかれる。古代ローマによるヨーロッパの征服は、このモデルの典型例である。
3つめは「体制の崩壊」である。初期国家や文明のなかには、紀元前1110年以降のミケーネ文明や890年以降の低地マヤ文明などのように、外部からの侵略や征服によらずして消滅したと考えられるものがある。しばしば「暗黒時代」と呼ばれる現象がそれであるが、その場合、集団の移動をまねき、その地域で話されていたことばに重大な結果をもたらす場合があると考えられる。たとえば、内部危機をもつ中央勢力が辺境地帯から撤退したとき、その機に乗じて外部の小集団がその辺境を占領する場合があり、それにはローマ帝国崩壊期にブリタンニアを占領したアングロ・サクソン語を話す小集団の例がある。なお、レンフルーは、この3つのモデル以外に「強制的移住」、「定住/移動による境界変化」、「贈与/受容の人口システム」のモデルを掲げている。

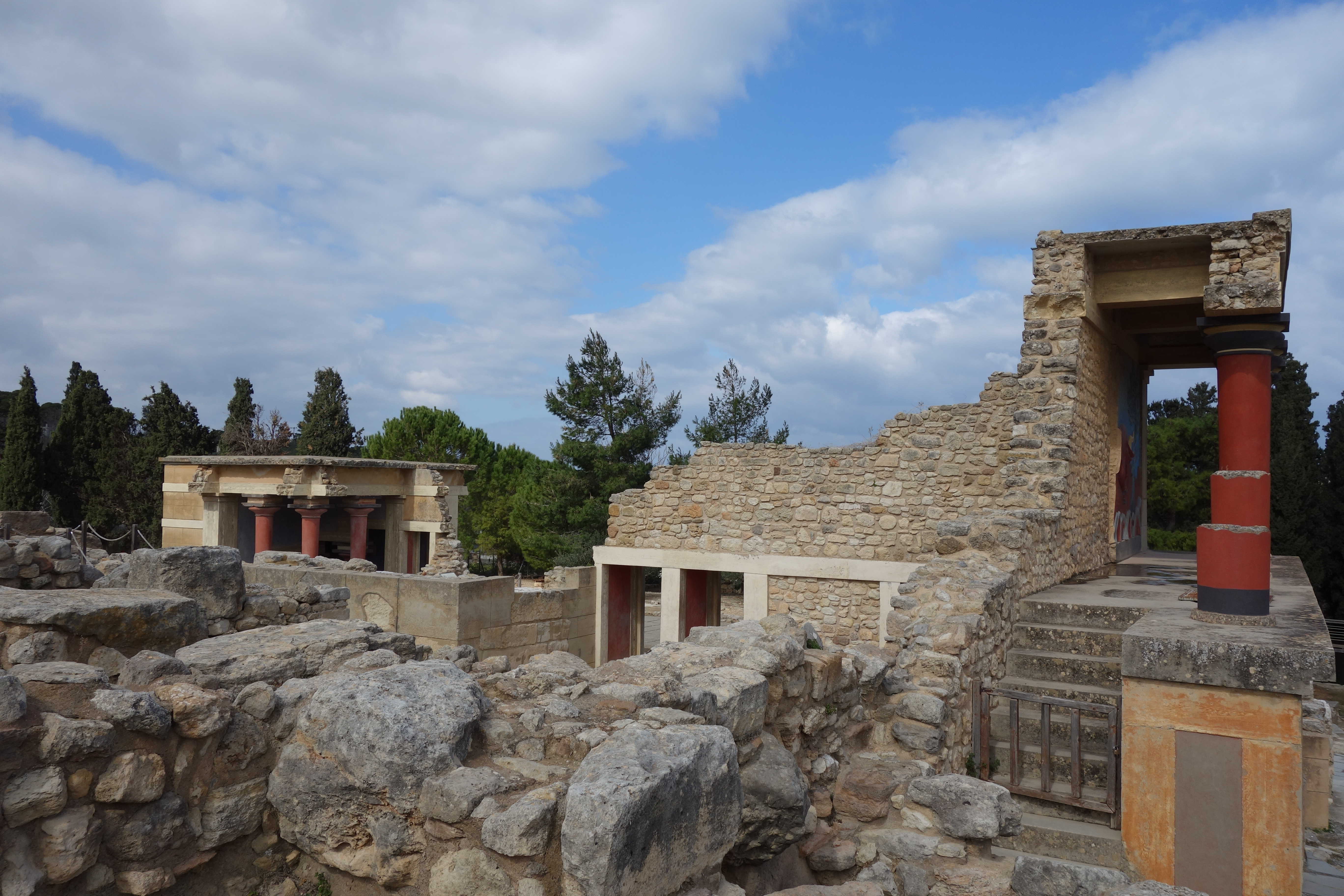
クレタ島のクノッソス宮殿

このようないくつかの論点、あるいはモデルの提示のなかで、間違いなく全ヨーロッパに決定的な影響を与えた主要なプロセスこそ農耕の開始であるとレンフルーは主張する。印欧語は紀元前3500年から3000年頃にヨーロッパに伝播したとするクルガン説、縄目文土器説・ビーカー土器説（紀元前2900年 - 2000年頃）、火葬墓文化説（紀元前1500年以前の後期青銅器時代）のいずれも、全ヨーロッパにあてはめられるほどの広がりをもたないと彼は指摘する。
現在では、ヨーロッパにおける農耕民の定着の始まりは紀元前6000年以前のクレタ島をふくむギリシャだろうと考えられているが、これは、コムギを豆類とともに耕作し、羊や山羊を飼育する混合農業であった。放射性炭素年代測定によれば、農耕は紀元前6500年以前にギリシャに達していたと考えられ、紀元前3500年頃にはスコットランドの北端とオークニー諸島に到達していた。その間、上述の波動説を援用して、農耕文化は小規模な地域的移動と相まって、長い年月をかけて全欧州へと次第に広まっていったというのが、「レンフルー仮説」の骨子である。なお、中石器時代に先住の狩猟採集民が密に居住し、貝塚などによってかなり繁栄したであろうことを示す地域においては、土着の中石器時代の人々が、のちになって実際に農耕を開始した可能性が高く、それは、イタリア中部のエトルリア語、スペイン北部のバスク語、イベリア半島東部のイベリア語など、歴史時代にまで生き残った非インド・ヨーロッパ語族がインド・ヨーロッパ語族の居住域のなかに点在することの説明がつくとしている。

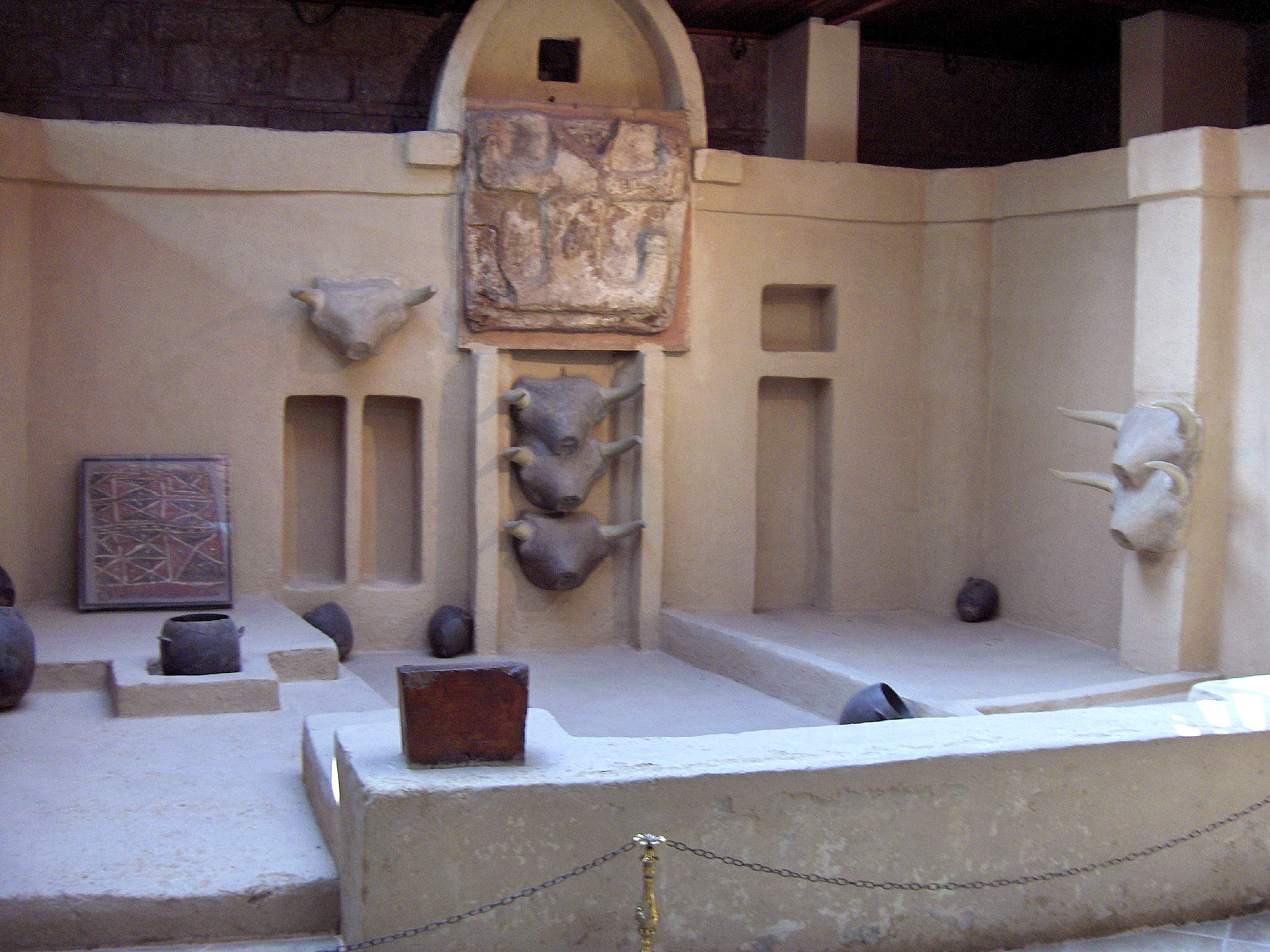
チャタル・ヒュユク遺跡の祠堂復元模型

さらにレンフルーは、アナトリア南部のチャタル・ヒュユクとギリシャ北部のネア・ニコメディアの両遺跡では、四角形の家屋設計、木組みと泥壁、解放型定住地設計などの建築様式、家畜をともなう混合農業、鋲と釘、装飾スタンプ、ベルトやファスナーといった付属品、あるいは土器における白塗りと指文様、レッド・オン・クリーム塗り、モデル・フェイスといった装飾面において、文化的に互いに類似する要素が多いことを指摘しており、これらをふまえて、自らの仮説の試金石として、以下のように印欧諸語の推移の概要を示している。
1. アナトリアからギリシャへ（テッサリアと西マケドニア） - 最終的にギリシャ語に至る
2. 北ギリシャから第一次温帯へ（スタルチェヴォ（英語版）／ケレス／カラノーヴォ（英語版）） - イリュリア語、トラキア語、ダキア語に至る
3. 第一次温帯（ケレス）から帯文土器へ - 中央ヨーロッパの言語（ケルト語、ゲルマン語）に至る
4. 帯文土器から原ククテニと原トリポリエへ - 現在スラヴ語が話されている地域の諸言語に至る
5. 帯文土器からスカンジナビアそして西方の北フランスへ - 初期ゲルマン語、スカンジナビアの諸言語に至る
6. 西ギリシャからカルディウム土器（Impressed ware、「印象的な土器」）（地中海沿岸）へ - イタリア諸言語（エトルリア語を除く）に至る
7. カルディウム土器からイベリア半島の新石器時代へ - スペイン・ポルトガルの初期の諸言語に至る
8. カルディウム土器から中・北部フランスへ - フランスの初期ケルト（または前ケルト）諸言語に至る＜そこに推移5.が寄与＞
9. 北フランスと低地地帯（帯文土器）からイギリス、アイルランドへ - イギリスとアイルランドの初期諸言語に至る〈ここにケルト語（または前ケルト語）とピクト語が含まれる〉

レンフルー仮説（アナトリア仮説）については、マリヤ・ギンブタスらの「クルガン仮説」のみならず、言語学の立場からの批判もある。レンフルー自身も上記仮説を「これほど単純な図式化は危うい」と述べているが、いずれにしても、かれは印欧語族が通説よりはるかに古い起源をもつ可能性を指摘し、その起源を従来よりも4000年以上さかのぼらせて、ゴードン・チャイルド以来の「インド・ヨーロッパ問題」にひとつの解答を与えたのは確かである。また、その発想の原点である農耕/言語拡散仮説については、これにもとづいて印欧語族のみならず、オーストロネシア語族、アフリカ大陸のバントゥー諸語、北米大陸のユト・アステカ語族における検証が進んでおり、今後とも他の分野との協業を通じてその学際的研究の進展がおおいに期待される。

## その他の業績

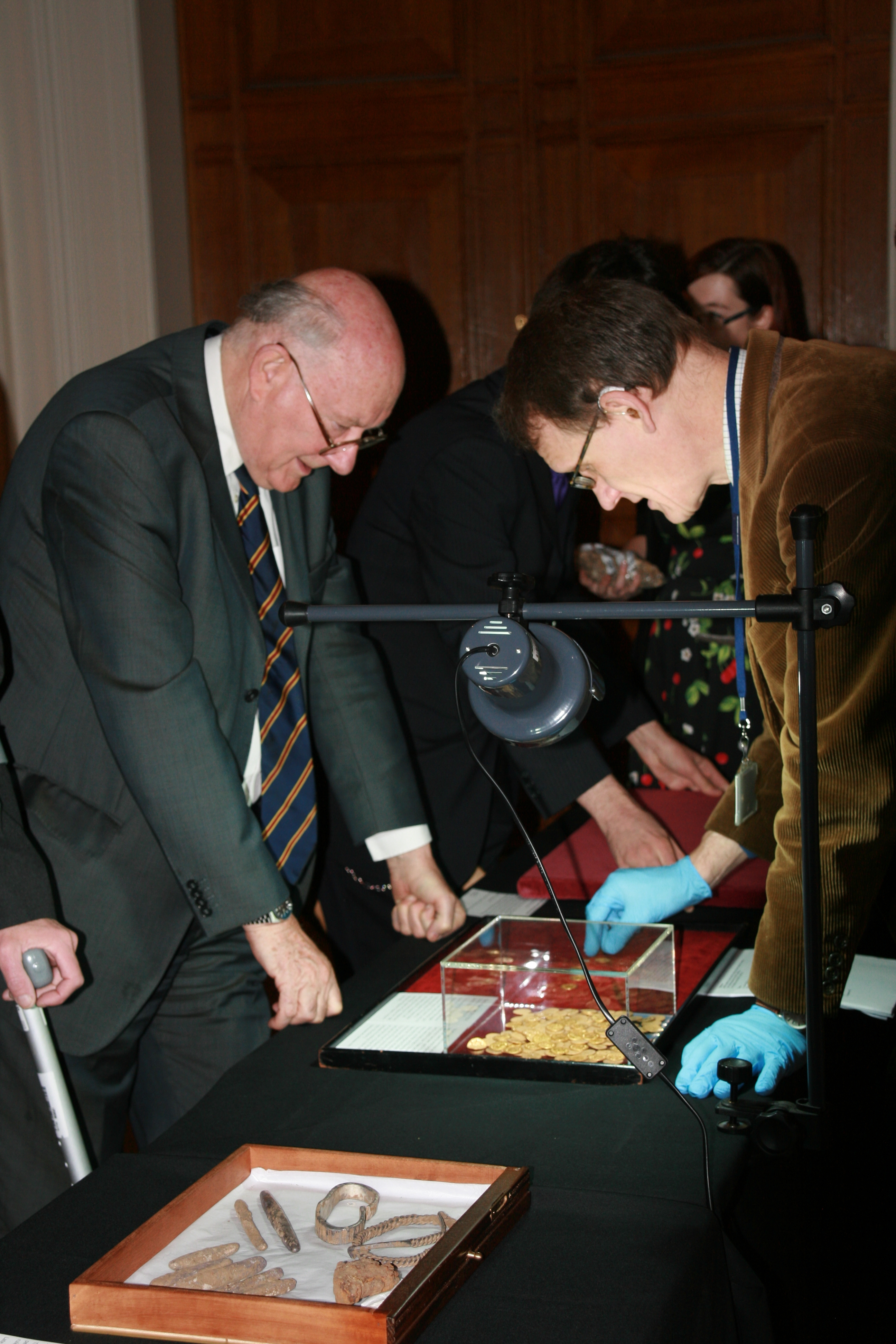
ロンドンにてローマ時代の金貨を見るレンフルー（2012年12月撮影）

レンフルーのその他の業績として知られているのは、ギリシャの遺跡の調査成果や分布状況から、初期の国家は、20マイル（32km）四方の範囲で形成されたのではないかとして「初期国家単位 (Early State Module)」の概念を提唱したことが挙げられる。
また、黒曜石の交易の研究から、「ある社会が単純な社会構造を持っている場合に、モノが個人から個人、または、集団から集団へ順番に交換されていく過程で、ある特定のモノは、原産地から離れるにしたがって、交易品に含まれる割合が減少する」という「離心減少モデル (Distance Decay Model)」を提唱した。具体的には「モノを直接採集によって入手した集団を中心としてモノの行き来がありその集団の地域経済圏内では、特定のモノの含まれる割合はあまり変わらないが、いったんその地域経済圏外へ出た場合に急速に減少する」パターンをグラフで概念化した。消費地の中心地で再分配が行なわれる場合、交易に仲介者がいる場合、モノの性格が威信財である場合、さらにモノがある集団のセンターから他の集団のセンターへ運ばれて再分配が行なわれるケースなどを提示した。このグラフに示されるモデルは「フォールオフ・モデル」と呼ばれ、世界的に交易をテーマとする研究に応用されている。
1990年代以降、レンフルーは、社会・文化変化における認知的要因の重要性について探究する認知考古学を主導し、そこにおいては、ポストプロセス考古学派からの言及を踏まえつつも説明の客観性と過程における科学的方法重視の立場を採っている。

## 主要著書
- Renfrew, A.C., J.E.Dixon and J.R.Cann 1966,  Obsidaian and Early Cultural in the Near East. Proceeding of the Prehistorical Society
- Renfrew, A.C., J.E.Dixon and J.R.Cann 1968,  Further Analysis of Near Eastern Obsidians. Proceeding of the Prehistorical Society
- Renfrew, A.C., 1972,  The Emergence of Civilisation: The Cyclades and the Aegean in The Third Millennium BC, London.
- Renfrew, A.C., 1973, Before Civilisation, the Radiocarbon Revolution and Prehistoric Europe, London: Pimlico. ISBN 0-7126-6593-5
  - （『文明の誕生』大貫良夫訳、岩波書店〈岩波現代選書32〉、1979年9月）
- Renfrew, A.C. and Wagstaff, Malcolm (editors), 1982,  An Island Polity, the Archaeology of Exploitation in Melos, Cambridge: Cambridge University Press.
- Renfrew, A.C., (editor), 1985,  The Archaeology of Cult, the Sanctuary at Phylakopi, London: British School at Athens and Thames & Hudson.
- Renfrew, A.C., 1987, Archaeology and Language: The Puzzle of Indo-European Origins, London: Pimlico. ISBN 0-7126-6612-5
  - （『ことばの考古学』橋本槇矩訳、青土社、1993年7月、ISBN 4-7917-5252-X）
- Renfrew, A.C. and Bahn. P. , 1991, Archaeology: Theories, Methods and Practice, London: Thames and Hudson. ISBN 0-500-28147-5
  - （『考古学-理論・方法・実践-』池田裕、常木晃、三宅裕訳・監修、東洋書林、2007年8月、ISBN 978-4-88721-715-7）
- Renfrew, A.C., 1993, Cognitive Archaeology:Some Thoughts of Archaeology of Thought. Cambridge Archaeological Journal
- Renfrew, A.C., 2000, Loot, Legitimacy and Ownership: The Ethical Crisis in Archaeology, London: Duckworth. ISBN 0-7156-3034-2
- Renfrew, A.C., 2003, Figuring It Out: The Parallel Visions of Artists and Archaeologists, London: Thames and Hudson. ISBN 0-500-05114-3
- Ernestine S. Elster and Colin Renfrew (eds), Prehistoric Sitagroi : excavations in northeast Greece, 1968-1970. Vol. 2, The final report. Los Angeles, CA : Cotsen Institute of Archaeology, University of California, Los Angeles, 2003. Monumenta archaeologica 20.
- Colin Renfrew, Marija Gimbutas and Ernestine S. Elster (eds.), Excavations at Sitagroi, a prehistoric village in northeast Greece. Vol. 1. Los Angeles : Institute of Archaeology, University of California, 1986.